# SFX巨人伝説ライン
『SFX巨人伝説 ライン』（エスエフエックスきょじんでんせつ ライン）は、荒井豊原作、プロデュース、演出、監督にて1986年より制作されているインディーズ特撮巨大ヒーロー作品。

## 概要
1990年から2003年の間に制作された分のエピソードが、ビデオおよびDVD各4巻として2003年に全国発売ならびにレンタルされた。制作はラピッドプログレス（株式会社ラピッドプログレス）。この時の監督名「山田 小龍（やまだ しょうりゅう）」は当時販売においての荒井豊の別名である。
また2010年8月には『有限会社まじかるふぇいす』よりデジタルリマスター版全3巻が発売された。
なお、成り済まし行為をされるため、リマスター版発売にあたり監督名は元に戻している。

## ストーリー
怪獣の侵攻は人類が文明を持って以来の悩みの種であった。それは淘汰する側、される側の戦争であったに違いない。
近未来の日本。街を壊し、建物を壊し、侵攻する怪獣。これを自衛隊および対怪獣特殊部隊のSAM（Special Armed Members）が迎撃する。だが！彼らがあわやという時、巨大な人型生物が現れて怪獣を、その闘争本能の赴くままに打倒していったのである。人類と怪獣（巨大災害生物）との戦いは新しい次元に突入していく。　　　　　　

## 主な登場人物
アライタカ
階級：一尉扱い／ポジション：レフトウィング・アタッカー／BATTLE LEVEL:A／JUDGEMENT:A／COOPERATE:C／ALLEGIANCE:C
本作品の主人公でSAMの隊員。生まれつきヴァキャウスフリッカーという特殊体質を持つ。
長髪が特徴で、性格は無口。
当初は自身の体質について悩むあまり荒れることがあったが、ヤブキの叱咤激励に加え、怪獣が引き起こしたある事件で濡れ衣を着せられたことから、改めて市民の安全を守るためにラインに変身して怪獣と戦う決意をする。
ライン
アライが巨大変身した戦闘巨人。身長37m体重920t 。
アライの激情が高ぶったとき、自身の特殊体質であるヴァキャウスフリッカーが発動。まず顔が異形の姿に変化した後で巨大変身する。戦闘は主に徒手格闘戦を繰り広げる。
さらに激情が高ぶると、マッスルラインに2段変身する。
ヤブキユミ
階級：二尉扱い／ポジション：ライトウイング・アタッカー／BATTLE LEVEL:A／JUDGEMENT:A／COOPERATE:B／ALLEGIANCE:A
本作品のヒロインで、SAMの隊員。
心優しくしっかり者で、過去に怪獣に襲われていたところをアライに助けられたことから、彼のことを最も信頼し、時より彼を叱咤激励している。
怪獣に襲われた経験を持つ立場から、罪のない人々が怪獣の犠牲になっていく現状にとても心を痛めており、平和森林部が怪獣に対する殺傷行為についてSAMに抗議してきたときは、怪獣の犠牲となった少女の遺品である熊のぬいぐるみを持って反論した。
また、後輩であるタツミに影響されたのか、市民の安全より己の保身を優先する輩には鉄拳を浴びせている。
タツミヒロ
階級：二尉扱い／ポジション：ライト・ライダー／BATTLE LEVEL:A／JUDGEMENT:C／COOPERATE:C／ALLEGIANCE:C
本作品のもう一人のヒロインで、SAMの隊員。実際にはアライたちの後輩にあたる。
髪型はショートヘアにバンダナを付けている。タンクトップをこよなく愛用している男勝りな性格。
彼女もアライのことを最も信頼している一人で、彼が濡れ衣を着せられたときは、彼を批判する上層部に真っ向から反論することで、アライの無実を信じた。
ゴウダサブ
階級：三尉扱い／ポジション：センター・コマンダー/BATTLE LEVEL:A／JUDGEMENT:A／COOPERATE:A／ALLEGIANCE:B
SAMの隊員。タツミ同様タンクトップを愛用する、バズーカなどの銃火器の名手。
ホシノ隊員
SAMの隊員で、所謂オネエ系。
外国語も得意で、時には知略家としての一面もある。
オカダ隊長
ポジション：キャプテン／BATTLE LEVEL:Er（計測不能）／JUDGEMENT:Er／COOPERATE:Er／ALLEGIANCE:Er
SAMを率いる隊長。
プライベートでは結構人付き合いが良い。

## スタッフ
- 監督：荒井豊
- 脚本：李誠龍、並木良、来嶋靖由
- 撮影：山崎信幸
- 美術：清水博子
- 音楽：廣野義典
- 制作著作権者：荒井豊／ラピッドプログレス

## キャスト
- アライタカ：荒井たか[3]
- ヤブキユミ：矢吹ゆみ
- タツミヒロ：龍海ひろ
- ホシノ隊員：星野王子
- ゴウダサブ：大縄賢司
- オカダ隊長：石井儀一
- 江幡弘道
- 米山智月
- 岡田ゆういち
- 久保板のどう
- 門口尚子
- 藤枝正文
- 滝本凱太
- 米山愛
- 川元卓央
- 幸野賀一
- 国枝舞
- 佐藤はるか
- 湯川正樹
- かさいまな
- 駒形繭子
- 大石吉伸
- よしざわちづる
- ヌーリ・ナミニ・ダポット
- あべけい
- 村瀬コトブキ
- 渡辺考
- 渡辺あゆみ
- 大井順之
- 望月淳
- 赤谷信之
- 八木一夫
- 林家しん平
- 千田孝一
- 今井一彦
- きくち英一
- 螢雪次朗

## エピソードリスト
1. セルフコントロール
2. 野獣捜査線
3. SAM攻撃中止命令
4. 決戦MM21
5. 臨海都市防衛指令
6. STAND BY ME
7. 怪獣大激戦!!!
8. 寒い国から来た女
9. 星的貝殻（ほしのかいがら）
10. 幻の総力戦〔前編〕
11. 幻の総力戦〔後編〕
12. 東京戒厳令!
13. 巨神闘争!

## 主題歌
「SOLDIER」
作詞 - 荒井豊 / 作曲 - 西川幸宏 / 歌 - 荒井たか

## イメージソング
「熱い海から来た漢」
作詞 - 田野倉健之 / 作曲 - 渡辺宙明 / 編曲 - 福田裕彦 / 歌 - 高野二郎
「Astromancer」
作詞 - 田野倉健之 / 作曲 - 渡辺宙明 / 編曲 - 福田裕彦 / 歌 - Macominami

## 映像ソフト
2003年にエッジよりDVDとVHSが発売された。各巻3話収録（Vol.4のみ4話収録）。
- SFX巨人伝説ライン Vol.1 2003年4月25日発売
- SFX巨人伝説ライン Vol.2 2003年4月25日発売
- SFX巨人伝説ライン Vol.3 2003年5月26日発売
- SFX巨人伝説ライン Vol.4 2003年5月26日発売

デジタルリマスター版DVD　いずれも2010年8月15日発売。各巻特典映像が収録されている。
- SFX巨人伝説ライン　第1巻　怪獣血風録編
- SFX巨人伝説ライン　第2巻　燃えよ拳編
- SFX巨人伝説ライン　第3巻　巨神闘争編